# Kaneith
Kaneith a „névtelen szereh” tulajdonosa, az ókori Egyiptom 0. dinasztiájának korában élő uralkodó. Csak Alsó-Egyiptomból ismert, így alsó-egyiptomi királynak tekinthető. Kronológiailag besorolhatatlan a 0. dinasztia több más tagjához hasonlóan.
A „névtelen szereh” viszonylag gyakran előfordul a Nílus deltavidékén és Dél-Palesztinában is. Egyszerű, rövidebb oldalára állított téglalap, amelyet függőlegesen sávoztak, általában három vonallal. A Kaneith név az egyik el-bedai lelet alapján keletkezett, ahol egy furcsa, ligatúrának tűnő jel áll a névtelen szereh mellett. Ez a jel három vonalból álló csillag, alul félkörívvel. A három vonalat Neith istennő keresztbe tett nyílvesszőivel, az alsó félkörívet a k3 hieroglifával azonosítva a Ka + Neith nevet alkalmazzák a névtelen szereh uralkodójára. A későbbi írásmóddal ez így nézett volna ki:
| R24 · D28 |

Két teljes, üvegedényekre írt szerehet találtak a dél-palesztinai Rapíq település feltárásán. Az egyik a Brink IIa, a másik az I. típusú üvegekhez tartozik. Az I-es megfelel a késői Nagada IIIa2 és a korai IIIb1 koroknak. Edwin van den Brink anonim szereheket talált két edényen az abu-szíri 1021. és 1144. számú sírokban. Ugyanígy a korai Nagada IIIb1 tipológiához tartozó Umm el-Kaáb temető U-s (119) és U-t (120) sírjaiban. Ezek alapján felmerült a gyanú, hogy a névtelen szereh valójában csak királyi pecsét, a királyi házhoz, vagy a király személyéhez tartozó tárgyak jelölése. Ezt erősíti meg, hogy a IIIb periódushoz tartozó korai I. dinasztia egyes sírjaiban is előfordul névtelen szereh, így az Abu Roás-i 402-es sír, sőt az U-B15, Hór-Aha sírja is tartalmazott ilyet.

## Külső hivatkozások
- 0. dinasztia

| Előző uralkodó: ? | Egyiptom uralkodója i. e. 31. század 0. dinasztia | Következő uralkodó: ? |